# Automonopoli
Automonopoli est un jeu vidéo développé par J. H. Woodhead et édité par Automata UK, sorti en 1983 sur ZX Spectrum.
Adaptation non officielle du Monopoly, Automata est menacé par une action en justice de Waddingtons qui développe une version officielle. Le jeu est alors renommé Go to Jail. Le procès a finalement lieu et le jeu est retiré de la vente en 1984.